# Sematophyllum mandobboense
Sematophyllum mandobboense är en bladmossart som beskrevs av Bennard Otto van Zanten 1964. Sematophyllum mandobboense ingår i släktet Sematophyllum och familjen Sematophyllaceae. Inga underarter finns listade i Catalogue of Life.